# Avenida de Manuel Agustín Heredia
La avenida de Manuel Agustín Heredia, conocida popularmente como Muelle Heredia, es una avenida de la ciudad española de Málaga. Discurre en sentido oeste-este íntegramente por el distrito Centro, separando el Ensanche Centro con el Puerto de Málaga. Se trata de una de las principales vías de comunicación de la ciudad situada en el trazado de la Carretera N-340, siendo junto a la Alameda Principal, una de las vías que vertebran el tráfico en el centro de Málaga y permite el paso este-oeste. La avenida recibe el nombre de Manuel Agustín Heredia, empresario e industrial malagueño, que fue uno de los impulsores de la industrialización de la ciudad. 
Originalmente un arenal, el Muelle Heredia, conocido inicialmente como Paseo de Manuel Agustín Heredia, fue realizada por la Sociedad Propagandística del Clima de Málaga, quien se encargó de colocar los bancos y plantar los árboles. El modelo del entonces paseo, seguía las pautas de las avenidas decimonónicas, contando con una gran amplitud y adornos arbóreos. A principios del siglo XX, la Feria de Málaga se montaba en la avenida. Haciendo esquina con Alameda de Colón, se inauguró el 6 de mayo de 1955, la Casa Sindical, por el delegado Nacional de Sindicatos, José Solís. 
La avenida parte de la confluencia entre los puentes del Carmen y de Antonio Machado sobre el río Guadalmedina a lo largo de 850 metros y concluye en la plaza de la Marina. Consta de dos calzadas, con tres carriles de circulación por sentido en la mayor parte de su recorrido, separadas por una mediana y dos aceras, de las cuales la del lado noroeste está arbolada y la mediana flanqueada con palmeras en la mayor parte de su recorrido.
En la confluencia de la avenida con la Alameda de Colón se encuentra el monumento en honor a Manuel Agustín Heredia.

## Historia
La avenida de Manuel Agustín Heredia recibe este nombre en recuerdo del empresario e industrial Manuel Agustín Heredia, miembro de la burguesía malagueña decimonónica.

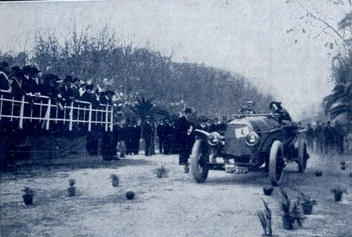
Carrera de automóviles en el entonces conocido como Paseo de Manuel Agustín Heredia, en 1915.

Fue denominada en sus orígenes como Paseo de Manuel Agustín Heredia y dado que se extiende en paralelo al muelle número cuatro del puerto de Málaga denominado Heredia, esta avenida se denomina coloquialmente como Muelle Heredia.

## Edificios notables
Esta vía separa el Ensanche Centro, construido en 1929[cita requerida] tras la redacción del Plan de Ensanche de Málaga de Daniel Rubio, y el Puerto de Málaga. En esta vía se encuentran varios edificios a destacar por su arquitectura y por su función. Entre ellos encontramos la Estación de Muelle Heredia, que da cobertura a la mayor parte de las líneas de autobús interurbano agrupadas en el consorcio metropolitano de transporte y la antigua estación de ferrocarril suburbano de Málaga, actual sede del Instituto de Estudios Portuarios. También en el lado sur de la avenida se encuentran los edificios de la sede de los servicios aduaneros del Puerto de Málaga y el Centro de Recuperación de Especies Marinas-Aula del Mar; ambos llamados a desaparecer una vez se ejecuten los planes de ampliación de la avenida contemplados conjuntamente con el Plan Especial del Puerto de Málaga. 
Además, a lo largo del lado norte de esta vía se encuentra la delegación del sindicato Comisiones Obreras, obra de 1957 de Luis Gutiérrez Soto; la sede provincial del Tribunal Superior de Justicia de Andalucía, obra de José Luis Arrese y José Manuel Bringas de 1948; la Delegación Provincial de Igualdad y Bienestar Social de la Junta de Andalucía; y la Capitanía Marítima de Málaga junto a los Jardines de Alfonso Canales.

## Monumento a Manuel Agustín Heredia

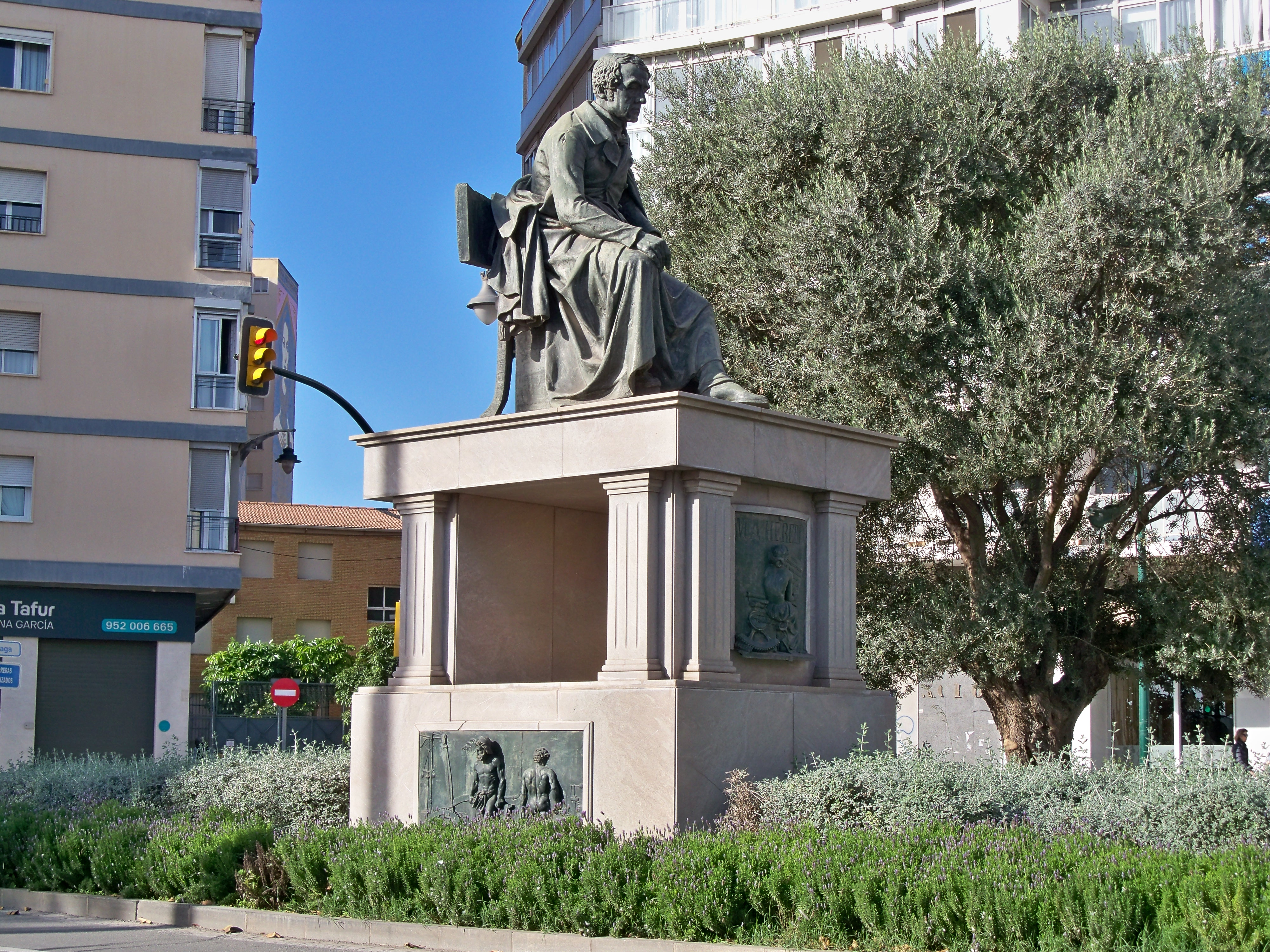
Monumento a Manuel Agustín Heredia.

Los descendientes de Manuel Agustín Heredia decidieron dedicarle un monumento por todo el desarrollo que había procurado a la ciudad. El monumento fue encargado al escultor José de Vílchez y se hizo en hierro en la ferrería La Constancia, fundada por el propio Heredia. Estuvo terminada para 1850 y en un principio fue colocada a la entrada de la fábrica. 
A principios del siglo XX, la familia Heredia decidió donar el monumento al Ayuntamiento de Málaga, que dio pie a que se discutiera si la estatua debía permanecer en la fábrica (opción no muy apropiada ya que se había vendido a un grupo extranjero) o si se colocaba en otro lugar. Finalmente, en 1923, la estatua se colocó en el Parque de Málaga. Sin embargo, en 1928, fue trasladada de nuevo hasta la Avenida Manuel Agustín Heredia, donde permanece desde entonces.
La estatua representa a un Heredia sereno pero duro, destacando en un pergamino que lleva en su mano el mensaje Constantia et labore, con trabajo y constancia se puede conseguir cualquier cosa. En los laterales de la base se pueden apreciar alegorías de los diversos campos en los que destacó el empresario (industria, comercio y navegación), mientras que en los frontales de la base se distinguen las alegorías a las artes y al dios Tánatos, representando la muerte.
Debido a su cercanía al mar y a su composición de hierro, la estatua se deteriora más lo normal y necesita mejoras en periodos cortos de tiempo. Las últimas restauraciones se produjeron en 2003 y 2014.